# Fausto Zonaro

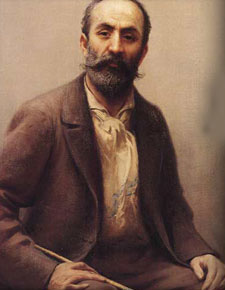
Fausto Zonaro Selbstporträt

Fausto Zonaro (* 18. September 1854 in Masi, Italien; † 19. Juli 1929 in Sanremo) war ein italienischer Maler.
Fausto Zonaro ließ sich als Maler in Italien und Frankreich ausbilden und lebte in Paris und Venedig. Seit 1892 arbeitete er als Hofmaler am Hof von Sultan Abdülhamid II. in Istanbul. Nach der Absetzung des Sultans kehrte er 1911 nach Italien zurück und nahm seinen Wohnsitz in einem Dorf unweit von Sanremo. Bekannt wurde er durch Historiengemälde; anerkannt sind seine genauen Beobachtungen in der Stadt Istanbul. 

## Werke (Auswahl)

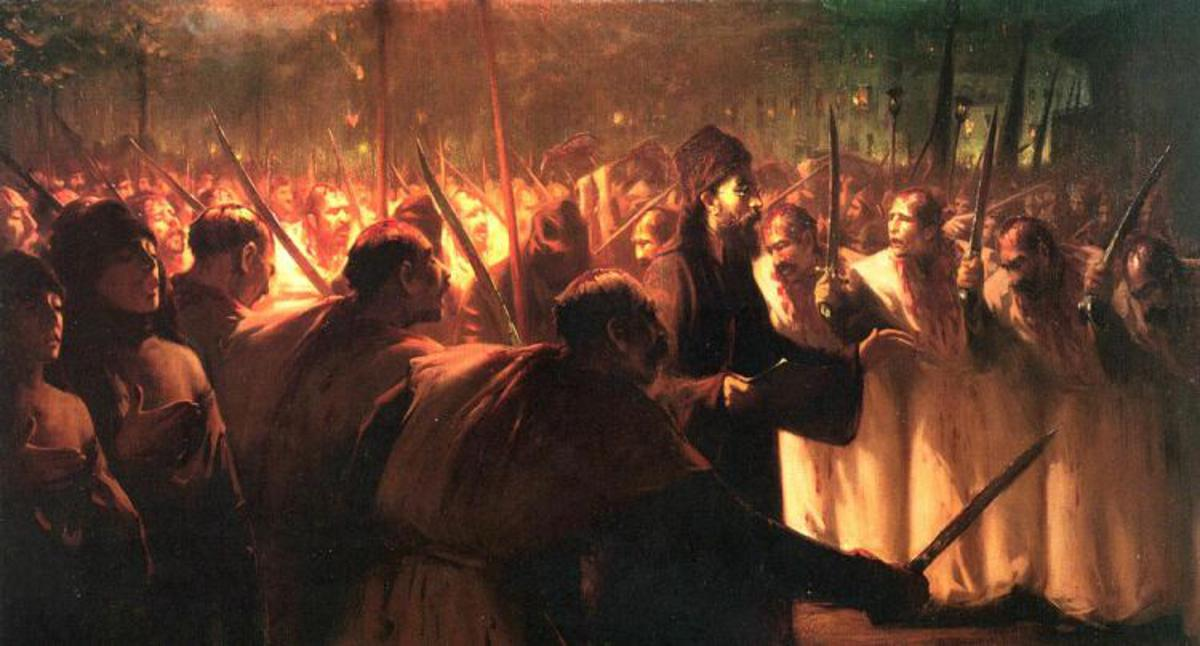
10. Muharram, 1909

- 10. Muharram ( sich kasteiender Schiiten), 1909, Istanbul, Istanbul Modern